# تيميا بابوش
تيميا بابوش (بالمجرية: Babos Tímea)‏ مواليد 10 مايو 1993 في شوبرون هي لاعبة كرة مضرب هنغارية بدأت مسيرتها الاحترافية سنة 2011. وهي مُتخصصة بمنافسات الزوجي.

## روابط خارجية
- تيميا بابوش على موقع رابطة محترفات التنس (الإنجليزية)
- تيميا بابوش على موقع الاتحاد الدولي لكرة المضرب (الإنجليزية)
- تيميا بابوش على موقع كأس بيلي جين كينغ (الإنجليزية)
- تيميا بابوش على موقع بطولة ويمبلدون (الإنجليزية)
- تيميا بابوش على موقع خلاصة التنس.كوم (الإنجليزية)
- تيميا بابوش على موقع اللجنة الأولمبية الدولية (الإنجليزية)
- تيميا بابوش على موقع أوليمبيديا (الإنجليزية)
- تيميا بابوش على موقع اللجنة الأولمبية المجرية (الهنغارية)